# Prinz-Heinrich-Baude

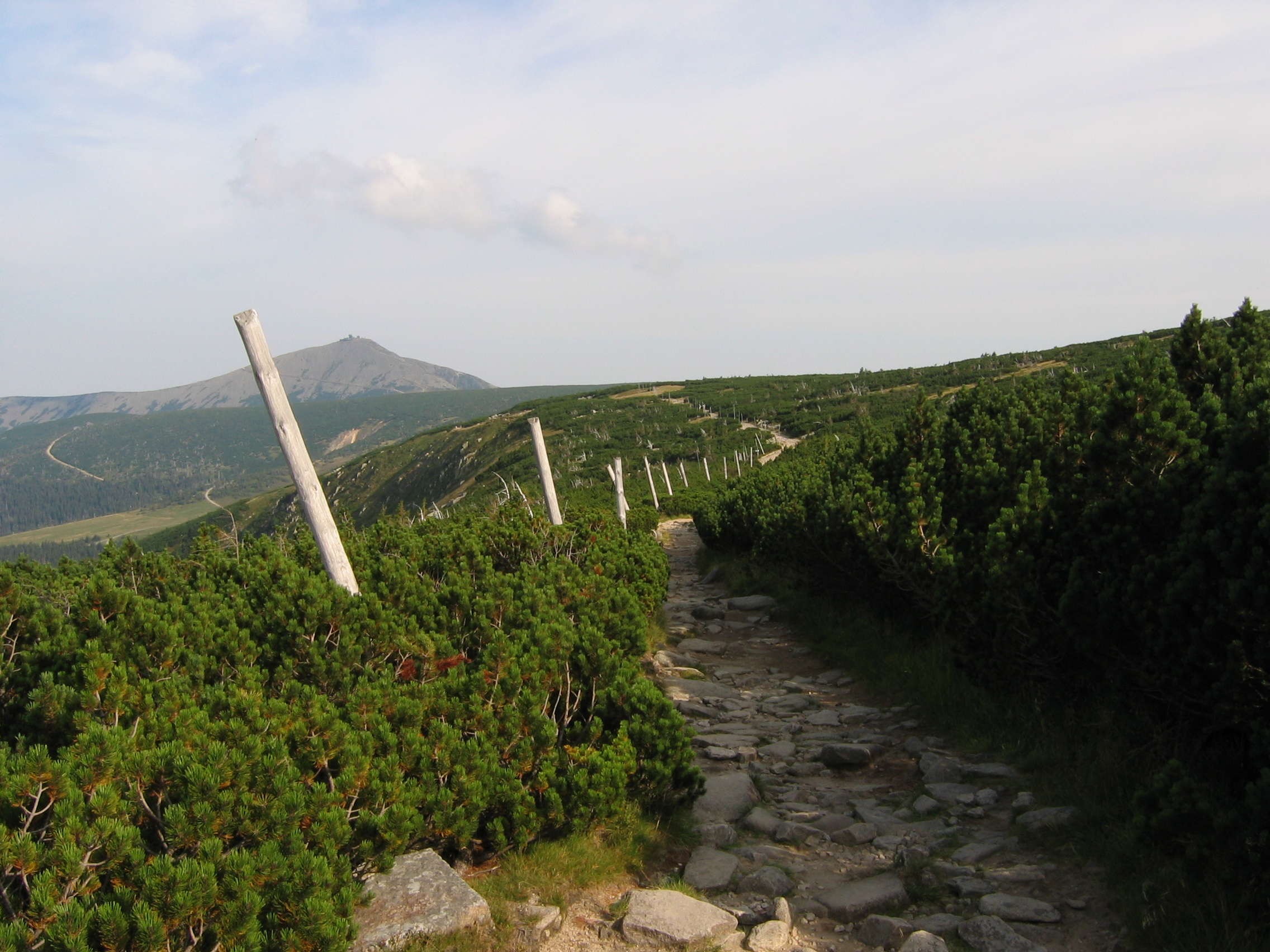
In der Nähe des hellen Felsens unter der Schneekoppe stand die Prinz-Heinrich-Baude.

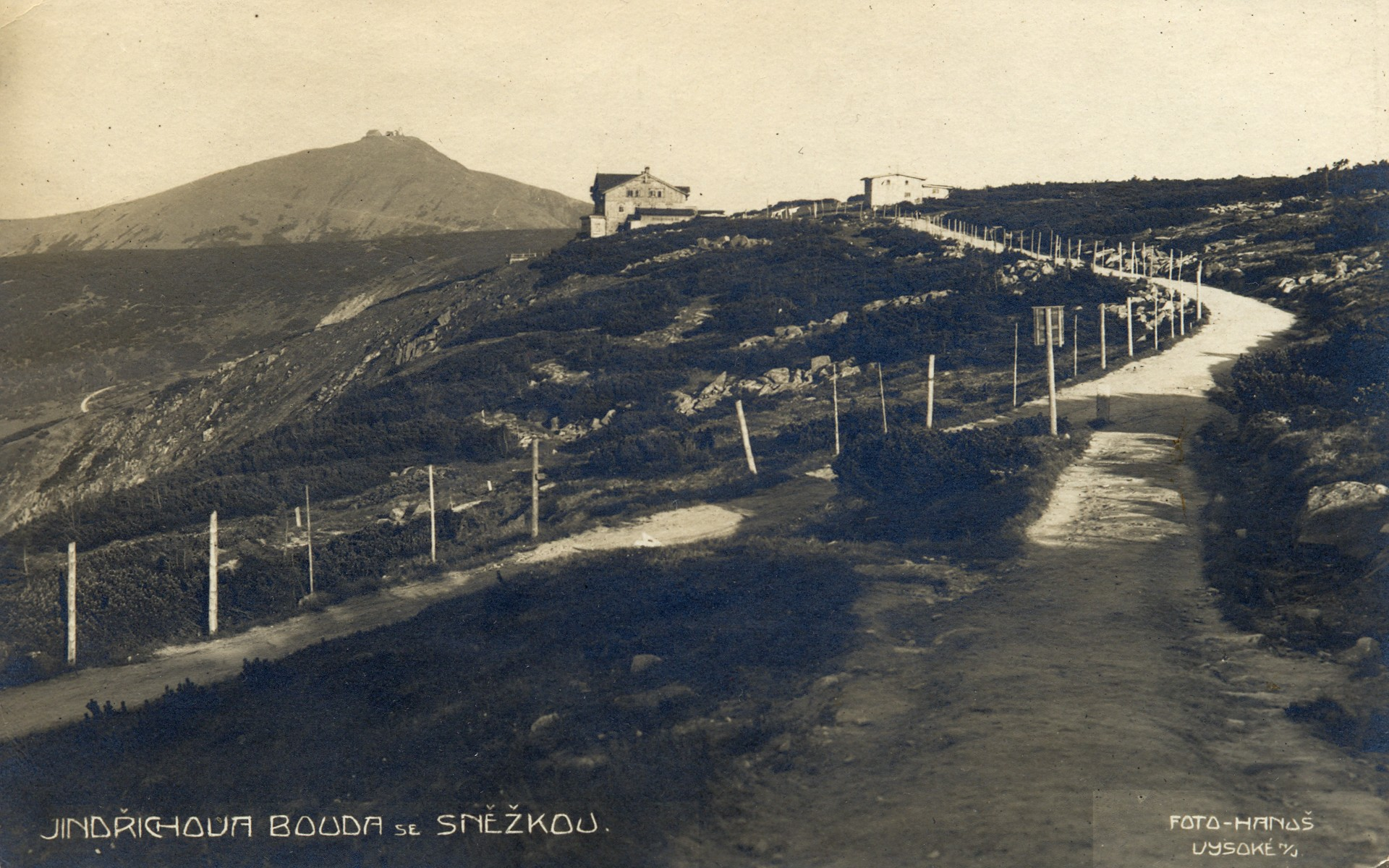
Etwa gleicher Standpunkt 1923; der nach links abzweigende Weg ist heute grün gekennzeichnet.

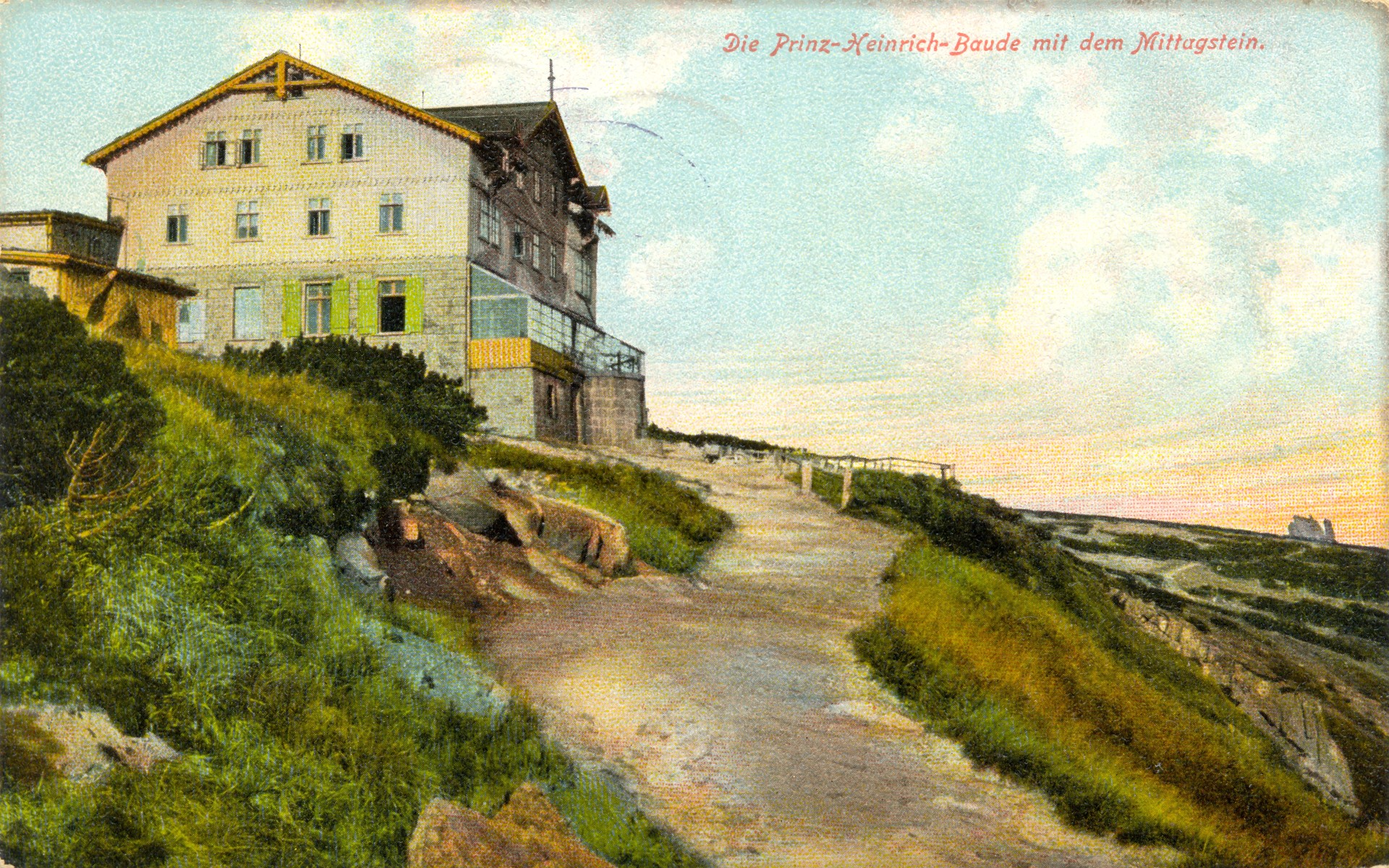
Blick vom Osten auf die Baude; 20er Jahre; im Hintergrund rechts der Polední kámen (Mittagsstein)

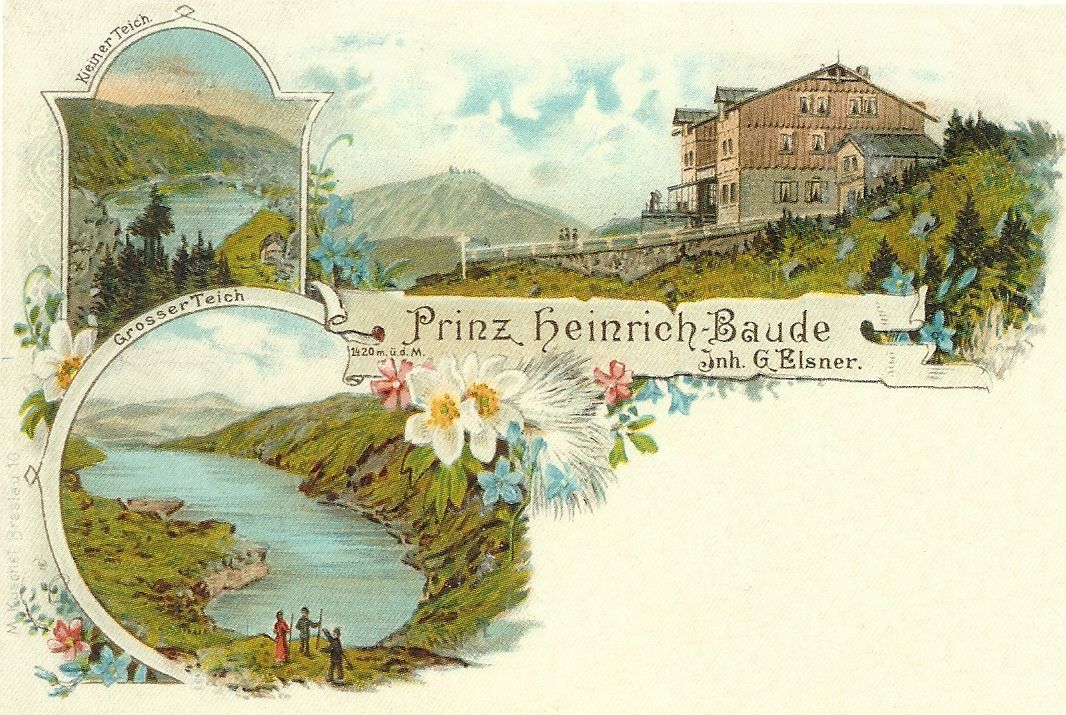
Postkarte der Baude zur Jahrtausendwende: „Das Riesengebirge vor 100 Jahren / Bergbauden“

Die Prinz-Heinrich-Baude (auch Prinz Heinrichsbaude oder Heinrichsbaude, tschechisch: Bouda prince Jindřicha, polnisch: Schronisko im. Księcia Henryka) war eine Baude im schlesischen Teil des Riesengebirges, die von Krummhübel aus erreicht und versorgt wurde. Von der Spindlerbaude aus im Westen lag sie etwa auf halber Strecke entlang des heute Freundschaftsweg genannten Kammwegs zum Schlesierhaus Richtung Schneekoppe. Hier stand die Prinz-Heinrich-Baude östlich des Mittagssteins (Slonecznik) am Großen Teich (Wielki Staw).

## Geschichte
Die Baude wurde in den Jahren 1888/89 in exponierter Aussichtslage am Gebirgskamm oberhalb des Großen Teichs als erste touristische Bergbaude im Riesengebirge in einer Höhe von 1410 m errichtet. Erbauer und Eigentümer bis 1919 war Gustav Elsner. Den Namen Prinz-Heinrich-Baude erhielt die Baude nach dem jüngeren Bruder des letzten Deutschen Kaisers Wilhelm II.
Die Baude hatte 30 Zimmer mit 70 Betten und war mit dem damals modernsten Stand der Technik ausgestattet, sie hatte bereits Hochquellwasserleitung, Bäder, Zentralheizung, Telefon (nach Krummhübel) und Acetylengaslicht. In den nächsten Jahren folgten Erweiterungen an der Bausubstanz.
Um 1888 gab es im Riesengebirge noch keine touristischen Bauden mit Ausnahme derer auf der Schneekoppe. Gast- und Logierhäuser waren lediglich Anbauten an bestehenden Bauernhäusern in Ortschaften am Rande des Gebirges in Krummhübel. Die Prinz-Heinrich-Baude entstand am Ende der wenigen existierenden schlecht ausgebauten Wanderwege zum Kamm, die heute nicht mehr vorhanden sind. 1888 erhielt Elsner vom Grafen Schaffgotsch als Grundherrn die Erlaubnis zum Bau der Baude und Baumeister Hermann Kahl-Arnsdorf fertigte daraufhin eine Zeichnung an. Die Einweihung fand am 8. Juni 1889 statt.
Dr. Baer widmete ihr 1888 sein Gedicht Das Lied von der Baude.
Literarische Erwähnung fand die Heinrichsbaude im zehnten Kapitel von Theodor Fontanes Roman Die Poggenpuhls: Sophie von Poggenpuhl ist gezwungen, mit Verwandten in der Heinrichsbaude zu übernachten, nachdem sie sich bei einer Fahrt mit dem Hörnerschlitten verletzt hat, und schickt ihrer Mutter eine Ansichtskarte von der Baude.
Nach dem Ende des Zweiten Weltkrieges und der Westverschiebung Polens kam der nördliche Teil des Riesengebirges mit der Baude an Polen. Im Jahr 1946 brannte sie ab. Sie wurde nicht wieder aufgebaut. Heute (2017) bilden die Grundmauern der Baude noch eine Sitzgelegenheit wenige Meter südlich des Kammweges.

## Erinnerung
2002 wurde eine Expedition zu wissenschaftlichen Untersuchungen und Spurensuche nach historischen Artefakten des Kleinen und Großen Teiches von der tschechischen Tauchschule Tritonsport Pardubice unternommen. Dabei entdeckte man außer Scherben mit dem Emblem „Prinz-Heinrich-Baude“ als interessantesten Fund den Torso einer Bronzebüste in Lebensgröße, vermutlich ein Abbild des Prinzen Heinrich.
2004 wurde am einstigen Standort der Prinz-Heinrich-Baude eine Messingtafel mit Abbild und Text in polnischer Sprache aufgestellt.